# Gajan (Gard)
Gajan is een gemeente in het Franse departement Gard (regio Occitanie) en telt 639 inwoners (2005). De plaats maakt deel uit van het arrondissement Nîmes.

## Geografie
De oppervlakte van Gajan bedraagt 10,9 km², de bevolkingsdichtheid is 58,6 inwoners per km².

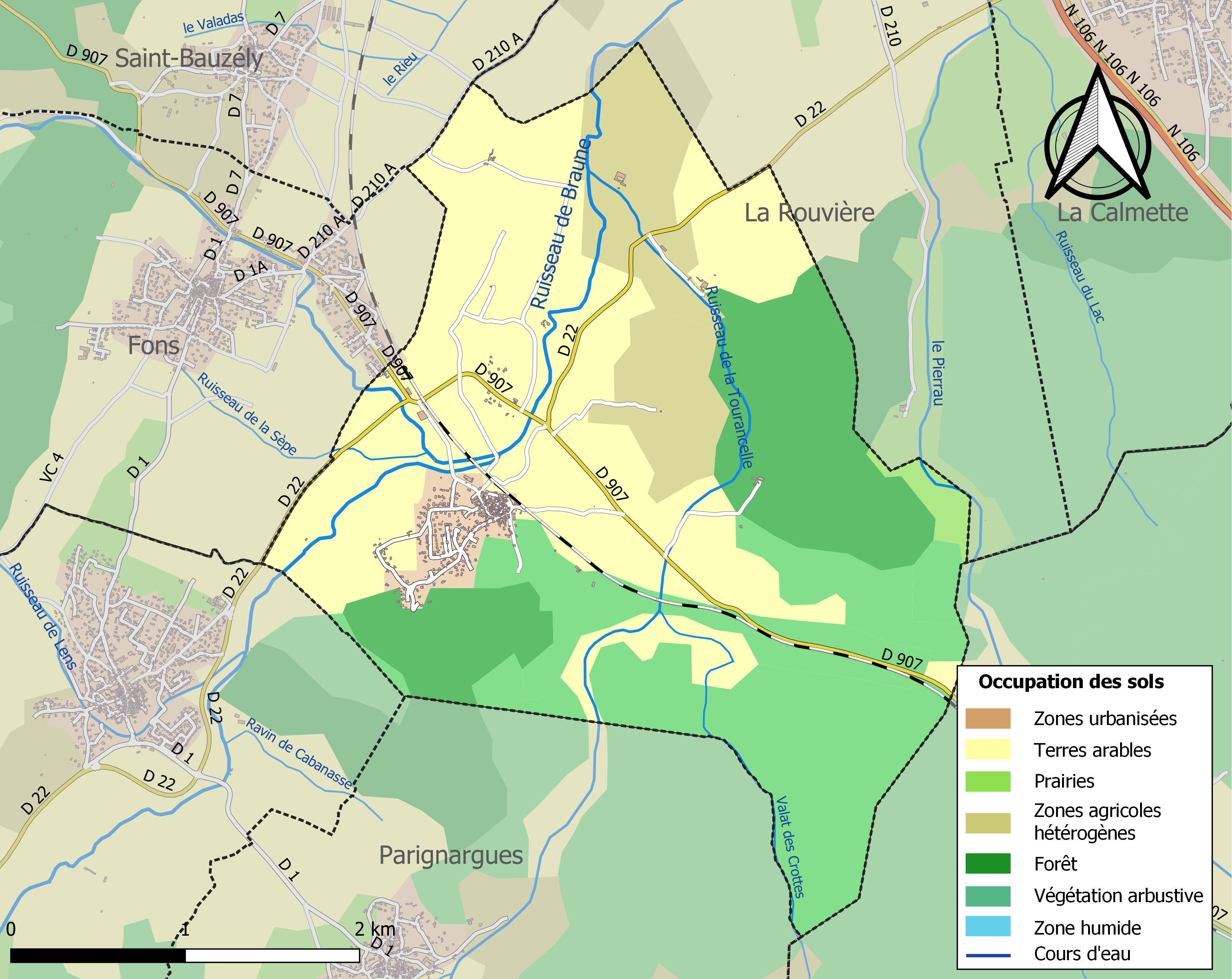
Kaart van de gemeente met de belangrijkste infrastructuur, bodemgebruik en omliggende gemeenten

## Demografie
Onderstaande figuur toont het verloop van het inwonertal (bron: INSEE-tellingen).